# Гипподамия (пьеса)
«Гипподамия» (др.-греч. Ἱπποδάμεια) — трагедия древнегреческого драматурга Софокла (V век до н. э.) на тему мифов о Пелопидах, текст которой полностью утрачен. Заглавная героиня пьесы — жена царя Микен Пелопа, которая подговаривает своих сыновей Атрея и Фиеста убить сына Пелопа от другой женщины Хрисиппа.
Существует предположение о том, что в «Мифах» Псевдо-Гигина фабула № 85 представляет собой частичный пересказ «Гипподамии» Софокла в сочетании с трагедией Еврипида «Хрисипп», в которой использовался другой вариант мифа. Автор сначала пишет, что Хрисиппа соблазнил фиванский царь Лаий, но потом резко переходит к рассказу об убийстве Хрисиппа его единокровными братьями.